# 플리커 (화면)
플리커(Flicker)는 비디오 디스플레이에 표시되는 주기 사이의 명도 변화가 눈에 보이는 현상이다. 이는 음극선관(CRT) 텔레비전 및 컴퓨터 모니터, 그리고 플라스마 컴퓨터 디스플레이 및 텔레비전의 재생 간격에 적용된다.

## 발생
플리커는 CRT가 낮은 재생 빈도로 구동될 때 발생하며, 이로 인해 명도가 사람의 눈에 띄게 충분히 긴 시간 동안 떨어지게 된다. 자세한 내용은 잔상 및 깜박임 융합 한계값을 참조하라. 대부분의 장치에서 화면의 인광체는 전자총의 스윕 사이에 여기(excitation)를 빠르게 잃으며, 잔광은 이러한 간극을 채울 수 없다. 자세한 내용은 인광체 잔광을 참조하라. 대부분의 화면에서 60 Hz의 재생 빈도는 눈에 띄는 "깜박임" 효과를 유발한다. 대부분의 사람들은 70~90 Hz 이상의 재생 빈도가 CRT에서 플리커 프리 시청을 가능하게 한다고 생각한다. 120 Hz 이상의 재생 빈도 사용은 일반적이지 않은데, 이는 눈에 띄는 플리커 감소 효과가 거의 없고 사용 가능한 해상도를 제한하기 때문이다.
평면형 플라스마 디스플레이도 비슷한 효과를 나타낸다. 플라스마 픽셀은 재생 사이에 명도가 흐려진다.
LCD 화면에서 LCD 자체는 깜박이지 않으며, 다음 프레임을 위해 업데이트될 때까지 불투명도를 변함없이 유지한다. 그러나 누적된 손상을 방지하기 위해 LCD는 각 픽셀에 대해 양극과 음극 사이의 전압을 빠르게 번갈아 가며 인가하는데, 이를 '극성 반전'이라고 한다. 이상적으로는 양극 또는 음극 전압이 인가되더라도 모든 픽셀의 밝기가 동일하므로 눈에 띄지 않아야 한다. 실제로는 약간의 차이가 있어 모든 픽셀이 약 30 Hz로 깜박인다. 전체 화면이 동일한 극성을 가질 때보다 라인별 또는 픽셀별로 반대 극성을 사용하는 화면은 이러한 효과를 줄일 수 있으며, 때로는 효과를 극대화하도록 설계된 패턴을 사용하여 화면 유형을 감지할 수 있다.
더 큰 문제는 LCD 백라이트이다. 초기 LCD는 100~120 Hz로 깜박이는 형광등을 사용했지만, 최신 형광 백라이트 LCD는 사람의 감지 범위를 훨씬 벗어나는 25~60 kHz로 깜박이는 전자식 안정기를 사용하며, LED 백라이트는 본질적으로 전혀 깜박일 필요가 없다. 본질적인 백라이트 깜박임 외에도 대부분의 형광 및 LED 백라이트 디자인은 디지털 PWM을 사용하여 수 킬로헤르츠에서 180 Hz까지의 속도로 켜고 끄는 방식으로 전체 또는 일부 디밍 범위에 걸쳐 작동하지만, 진정한 아날로그 DC 디밍을 사용하는 플리커 프리 디자인도 존재한다.
플리커는 필름 기반 영사기가 필름이 한 프레임에서 다음 프레임으로 이동할 때 빛을 차단하는 데 필요하다. 24 fps의 표준 프레임률은 매우 분명한 플리커를 생성하므로, 심지어 아주 초기의 영사기틀:Such as?도 필름이 움직이지 않을 때에도 빛을 차단하기 위해 회전하는 셔터에 추가 날개를 달았다. 가장 흔한 것은 3개의 날개로 속도를 72 Hz로 높이는 것이다. 가정용 필름 영사기(및 초기 극장 영사기)는 종종 4개의 날개를 가지고 있어서 무성 영화에 사용되는 18 fps를 72 Hz로 높였다. 비디오 프로젝터는 일반적으로 데스크톱 프로젝터와 유사하게 작동하는 LCD를 사용하거나 2.5~32 kHz로 깜박이는 DLP 미러를 사용하지만, "단일 칩" 컬러 프로젝터는 컬러 휠이나 RGB 광원을 사용하여 프레임의 빨강, 녹색, 파랑 채널을 180 Hz만큼 낮은 속도로 번갈아 표시한다. 입체식 3D의 경우, 단일 이미지 시스템은 한 번에 왼쪽 눈 또는 오른쪽 눈 이미지1만을 표시할 수 있으며, 90~144 Hz로 번갈아 가며 표시하지만, 이는 두 이미지 3D 프로젝션에 비해 혼선이 감소하는 장점이 있다. 영사기는 일반적으로 그 자체로 눈에 띄게 깜박이지 않는 백열등이나 호광등을 사용한다.
오래된 텔레비전은 비월 주사 방식을 사용했기 때문에, 다른 아티팩트들 중에서도 이미지가 이미지 변화 속도(50 또는 60 Hz)의 절반 속도(25 또는 30 Hz)로 한 줄씩 점프했다.
플리커 인식을 막는 데 필요한 정확한 재생 빈도는 시청 환경에 따라 크게 달라진다. 완전히 어두운 방에서는 충분히 어두운 디스플레이가 눈에 띄는 플리커 없이 30 Hz만큼 낮게 작동할 수 있다. 일반적인 방과 TV 밝기에서는 동일한 디스플레이 속도가 너무 심한 플리커를 생성하여 시청할 수 없게 된다.
사람의 눈은 시야의 가장자리(주변 시야)에서 플리커에 가장 민감하고, 시선의 중심(초점이 맞춰진 영역)에서는 가장 덜 민감하다. 결과적으로, 시야에서 디스플레이가 차지하는 부분이 클수록 높은 재생 빈도에 대한 필요성이 커진다. 이것이 컴퓨터 모니터 CRT가 보통 70~90 Hz로 작동하는 반면, 더 멀리서 시청하는 CRT TV는 60 또는 50 Hz에서도 허용 가능한 것으로 간주되는 이유이다(참조: 아날로그 텔레비전 표준).
토르티야 칩이나 그래놀라와 같이 바삭한 것을 씹는 것은 씹는 진동이 디스플레이의 깜박임 속도와 동기화되어 깜박임 인식을 유도할 수 있다.

## 소프트웨어 아티팩트
소프트웨어는 의도치 않은 중간 이미지를 잠시 직접 표시함으로써 플리커 효과를 유발할 수 있다. 예를 들어, 텍스트 페이지를 프레임 버퍼에서 먼저 영역을 흰색으로 비운 다음 그 위에 그리는 방식으로 페이지를 그리면 빈 영역이 화면에 순간적으로 나타날 수 있다. 일반적으로 이는 각 픽셀을 최종 값으로 직접 설정하는 것보다 훨씬 빠르고 프로그래밍하기 쉽다.
각 픽셀을 한 번만 설정하는 것이 불가능할 경우 이중 버퍼링을 사용할 수 있다. 이는 오프스크린 드로잉 표면을 생성하여 거기에 (원하는 만큼 깜박임을 주어) 그린 다음, 한꺼번에 화면으로 복사하는 방식이다. 결과적으로 보이는 픽셀은 한 번만 변경된다. 이 기술은 소프트웨어 플리커를 줄이지만, 매우 비효율적일 수도 있다.
플리커는 개발자들이 저사양 시스템에서 실제로 가능한 것보다 더 많은 개체나 색상/음영의 환상을 만들거나 투명도를 빠르게 시뮬레이션하는 방법으로 의도적으로 사용된다. 일반적으로 16비트 게임 콘솔과 같은 구형 시스템의 특징으로 여겨지지만, 이러한 플리커 기술은 대부분의 LCD 모니터에서 트루컬러를 속이기 위해 사용되는 시간적 디더링과 같이 새로운 시스템에서도 계속 사용된다.
모니터 외부의 비디오 하드웨어 또한 스크린 테어링, Z-파이팅, 에일리어싱과 같은 다양한 타이밍 및 해상도 관련 아티팩트를 통해 플리커를 유발할 수 있다.

## 건강 영향
CRT 모니터의 플리커는 눈의 피로, 편두통 환자의 두통, 간질 환자의 발작과 같이 이에 민감한 사람들에게 다양한 증상을 유발할 수 있다.
플리커는 시야 가장자리에서 가장 분명하게 보이므로 CRT를 사용하는 데 명백한 위험은 없지만, 장기간 사용하면 모니터에서 눈을 돌려도 깜박임이 보이는 일종의 망막 충격을 유발할 수 있다. 이는 멀미, 즉 내이의 액체에 의해 감지된 움직임과 우리가 볼 수 있는 움직임 사이의 불일치를 유발할 수 있다. 증상으로는 어지럼증, 피로, 두통, 그리고 (때로는 극심한) 구역질이 포함된다. 증상은 일반적으로 CRT를 사용하지 않으면 일주일 이내에 사라지며, 노출 기간이 길지 않았다면 보통 몇 시간 동안만 지속된다.